# Thea Leitner
Thea Leitner (ur. 2 czerwca 1921 w Wiedniu, zm. 9 sierpnia 2016) – austriacka pisarka i dziennikarka mieszkająca w Wiedniu, przedstawicielka tzw. literatury faktu oraz literatury dla dzieci i młodzieży.
Po zdaniu matury i odbyciu obowiązkowego w ówczesnej III Rzeszy rocznego okresu tzw. służby pracy (niem. Arbeitsdienst) rozpoczęła studia malarstwa, historii sztuki oraz języków obcych. Początkowo pracowała tylko jako dziennikarka, jednak bardzo szybko zaangażowała się również w działalność pisarską. W roku 1941 zdała egzamin na tłumacza ustnego języka francuskiego na Uniwersytecie Wiedeńskim.
Wiosną 1942 roku wyszła za mąż za swojego przyjaciela z lat szkolnych, Willego. W roku 1944 na świat przyszła ich córka Verena. Po powrocie męża z amerykańskiej niewoli doszło do rozpadu małżeństwa i rozwodu. Małżonkowie nie potrafili znaleźć wspólnego języka, zwłaszcza że ceniąca sobie niezależność Thea pracowała zawodowo, czemu jej mąż był zdecydowanie przeciwny. Po rozwodzie, w roku 1950, wyszła za mąż za Sebastiana Leitnera – prawnika, późniejszego publicystę i twórcę teorii fiszek, z którym żyła aż do jego śmierci w roku 1989.
Jej działalność publicystyczna na łamach prasy austriackiej sięga lat 40 XX wieku. Pracowała początkowo dla „Welt am Abend”, „Neues Österreich” i „Weltpresse”. Była zastępcą redaktora naczelnego dziennika „Neue Zeitung”, a następnie publikowała serie artykułów poruszających tematy społeczno-polityczne w dzienniku „Kurier”, gdzie zasłynęła między innymi dzięki swoim cyklom esejów „Frau sein in Österreich” oraz „Die Frau über 40", w których koncentrowała się na problemach kobiet żyjących w Austrii.
Thea Leitner jest autorką licznych książek dla dzieci i młodzieży. Jej pierwszy bestseller należał jednak do tzw. literatury faktu. Była to książka „Habsburgs verkaufte Töchter”, która sprzedała się w nakładzie 50 000 egzemplarzy i za którą otrzymała prestiżową nagrodę literacką „Das Goldene Buch”, przyznawaną przez Główne Zrzeszenie Austriackiego Rynku Księgarskiego (niem. Hauptverband des österreichischen Buchhandels). W roku 2002 prezydent federalny Austrii w uznaniu dotychczasowego dorobku publicystycznego i pisarskiego nadał jej tytuł profesora zwyczajowego. W maju 2003 roku przyznano jej Srebrną Odznakę Honorową za Zasługi dla Kraju Związkowego Wiedeń (niem. Silbernes Ehrenzeichen für Verdienste um das Land Wien).
Tematyka jej książek z zakresu literatury faktu oscyluje głównie wokół losów kobiet ze znanych arystokratycznych rodzin europejskich (np. rodziny Habsburgów). Wydała również trzy pozycje autobiograficzne.

## Książki
- Körner aus der Nähe. 1951
- Das Bilderbuch vom Bauernhof. 1979, ISBN 978-3-219-10145-4.
- The Busy Little Farm. 1979, Viking Children’s Books, ISBN 978-0-7226-5600-6 (angielska wersja książki „Das Bilderbuch vom Bauernhof”)
- Habsburgs verkaufte Töchter. 1987, ISBN 3-8000-3248-1, ISBN 978-3-8000-3248-8.
- Skandal bei Hof. 1993, Ueberreuter Verlag, ISBN 3-8000-3492-1.
- Die Männer im Schatten. An der Seite berühmter Herrscherinnen. 1998, ISBN 978-3-492-22324-9.
- Spiele nicht mit meinem Herzen. 1999, ISBN
- Jugendzeit Seinerzeit. Bürgerliches Leben zwischen Sachsen und Wien 1921 – 1938. 2002, Ueberreuter, ISBN 978-3-8000-3843-5 (autobiografia)
- Schicksale im Hause Habsburg. 2003, ISBN 3-492-23980-3.
- Habsburgs Goldene Bräute. Durch Mitgift zur Macht. 2003, ISBN 3-492-23525-5.
- Hühnerstall und Nobelball. Leben in Krieg und Frieden 1938-1955. 2003, ISBN 3-8000-3927-3 (autobiografa)
- Fürstin, Dame, Armes Weib. Ungewöhnliche Frauen im Wien der Jahrhundertwende. 2003, Piper, ISBN 978-3-492-21864-1.
- Jugendzeit damals. 2005, Piper, ISBN 978-3-492-23840-3 (autobiografia)
- Die Seitensprünge der Habsburger: Liebesrausch und Bettgeflüster einer Dynastie. 2008, Piper, ISBN 978-3-492-24756-6.
- Ungeliebte Königin: Ehetragödien an Europas Fürstenhöfen. 2009, Piper, ISBN 978-3-492-23526-6.